# Lijst van burgemeesters van Borkel en Schaft
Dit is een lijst van burgemeesters van de voormalige Nederlandse gemeente Borkel en Schaft tot die gemeente in 1934 opging in de gemeente Valkenswaard.
| Ambtsperiode | Naam burgemeester             | Partij of stroming | Bijzonderheden                                                           |
| ------------ | ----------------------------- | ------------------ | ------------------------------------------------------------------------ |
| 18?? - 1826  | Hendrik (H.) Moonen           |                    | schout/burgemeester                                                      |
| 1826 - 1827  | Arnoldus Jacobus (A.J.) Roest |                    | tevens secretaris                                                        |
| 1827 - 1840  | J. Kox                        |                    |                                                                          |
| 1840 - 1852  | Cornelis (C.) Kuypers         |                    |                                                                          |
| 1852 - 1861? | Bartholomeus (B.) Rijkers     |                    |                                                                          |
| 1861 - 1875? | Jacobus (J.) Verkoijen        |                    |                                                                          |
| 1875 - 1911  | Theodorus (Th.) van Hout      |                    | aangetrouwde grootvader van zijn opvolger                                |
| 1911 - 1934  | Johan (J.A.) Baken            |                    | tevens burgemeester van Westerhoven (1917-1941) en Riethoven (1918-1941) |